# Audience préliminaire
 (avril 2021).
Si vous disposez d'ouvrages ou d'articles de référence ou si vous connaissez des sites web de qualité traitant du thème abordé ici, merci de compléter l'article en donnant les références utiles à sa vérifiabilité et en les liant à la section « Notes et références ».
En common law, l'audience préliminaire désigne, dans certains systèmes juridiques, une audience de procédure pénale, tenue éventuellement devant un tribunal spécialisé, qui suit en principe chronologiquement l'acte d'accusation émis par un procureur, et qui est destinée à déterminer s'il existe suffisamment d'éléments pour la tenue d'un procès pénal et à décider de la mise en accusation ou du non-lieu.
En ce sens, elle est un accessoire nécessaire d'un système de procédure accusatoire où le ministère public n'est pas supposé faire une enquête à charge et à décharge mais seulement représenter la société (le « peuple »), et où la décision de mise en accusation devant un tribunal pénal ne peut en principe être laissée à sa seule appréciation. Dans ce cadre, la décision de mise en accusation, qui renvoie devant un tribunal, ne doit pas être confondue avec l'opportunité des poursuites, qui est l'acte par lequel le ministère public décide d'essayer d'obtenir la mise en accusation lors d'une audience préliminaire. Par contre, lorsque le ministère public dispose du droit de citation directe, la décision de poursuivre se confond avec la mise en accusation.
Selon la juridiction, une audience préliminaire pourra n'être requise que pour certains délits, se passer devant un juge au cours d'une audience contradictoire, être scindée en plus d'une audience ou même se passer éventuellement partiellement ou entièrement en dehors de la présence de la personne concernée (tel le cas des grands jurys dans certains États des États-Unis).